# Aqüilins
Els aqüilins (Aquilinae) són una subfamília d'ocells rapinyaires de la familia dels accipítrids (Accipitridae). Una de les característiques distintives és la presència de plomes a les potes, fins als dits. Dins aquesta subfamília s'inclouen les àguiles més típiques, algunes d'elles tan poderoses que poden caçar vertebrats de mida considerable. La classificació en gèneres i espècies dels aqüilins és motiu de controvèrsia des de fa temps.

## Morfologia
Són rapinyaires de mitjans a grans, que es mouen en un rang que va des dels 1,25 kg de l'espècie més petita (l'àguila calçada) fins als 6,5 kg de la major, (l'àguila daurada). Els representants d'aquesta subfamília només tenen un tret morfològic comú, que són les plomes a les potes fins als peus. Algunes de les espècies tropicals tenen un plomall al cap.

## Distribució
Habiten gairebé per tot el món, faltant únicament de l'Antàrtida. El focus de difusió es troba a les zones tropicals d'Àfrica, Àsia i Austràlia. A les zones tropicals d'Amèrica del Sud només hi ha quatre espècies. Només unes poques espècies han colonitzat zones fredes.

## Sistemàtica
S'ha discutit molt sobre la classificació d'aquest grup, que sovint s'ha considerat polifilètic. Les diferents espècies van ser incloses a la subfamília dels buteonins (Buteoninae) amb els aligots. Estudis genètics de principis del present segle han propiciat el reconeixement d'aquest taxon, amb 10 gèneres, que contindrien 38 espècies segons la classificació del Congrés Ornitològic Internacional (versió 12.2, 2022):
- Gènere Aquila, amb 11 espècies.
- Gènere Clanga, amb 3 espècies.
- Gènere Hieraaetus, amb 5 espècies.
- Gènere Ictinaetus, amb una espècie: Àguila negra (Ictinaetus malaiensis).
- Gènere Lophaetus, amb una espècie: Àguila emplomallada (Lophaetus occipitalis).
- Gènere Lophotriorchis, amb una espècie: Àguila ventrevermella (Lophotriorchis kienerii).
- Gènere Nisaetus, amb 10 espècies.
- Gènere Polemaetus, amb una espècie: Àguila marcial (Polemaetus bellicosus).
- Gènere Spizaetus, amb 4 espècies.
- Gènere Stephanoaetus, amb una espècie: Àguila coronada (Stephanoaetus coronatus) .